# Clara Cuesta
Clara Cuesta Soria (Zaragoza, 1985) es una física e investigadora española, reconocida con el Premio L’Oréal-UNESCO a Mujeres en Ciencia en España.

## Biografía
Licenciada en Física por la Universidad de Zaragoza, obtuvo su doctorado en la misma universidad en 2013 con una tesis sobre la materia oscura en el Laboratorio Subterráneo de Canfranc, provincia de Huesca. Siguió con formación postdoctoral en la Universidad de Washington donde trabajó como investigadora asociada (2013-2017) en física de neutrinos en los laboratorios subterráneos de Dakota del Sur y, más tarde, en el Laboratorio Nacional del Gran Sasso de Italia y el CERN de Suiza, entre otros.
En 2017 se incorporó al Centro de Investigaciones Energéticas, Medioambientales y Tecnológicas (CIEMAT) donde se estudian, junto con investigadores de todo el mundo y dentro del programa Experimento de Neutrinos Subterráneo Profundo (DUNE, Deep Underground Neutrino Experiment), las «oscilaciones de neutrinos de una supernova y el decaimiento del protón». Su proyecto trata de «mejorar el conocimiento de las propiedades de los neutrinos» y poder conocer el porqué de la desaparición de la antimateria. Entre sus aportaciones se encuentra «la primera observación de un tipo de interacción de los neutrinos con los núcleos, la dispersión elástica coherente», algo que se había formulado en la teoría hacía cuarenta años pero que no se había podido comprobar.
En 2021, por su trabajo en el proyecto del estudio del origen de la masa de los neutrinos con detectores de 76Ge, recibió uno de los cinco Premios de Investigación: L'Oréal Unesco For Women in Science en España 2020/2021 para investigadoras menores de cuarenta años dotado con 15 000 euros.